# Patrizio Bertelli
Patrizio Bertelli (Arezzo, 6 aprile 1946) è un imprenditore e velista italiano.
Presidente del gruppo Prada, è marito della stilista Miuccia Prada. Nel 2021 è, secondo Forbes, il 9º uomo più ricco d'Italia e il 564º al mondo con un patrimonio di 5.3 miliardi di dollari. 

## Biografia
Abbandonati gli studi di Ingegneria presso l'Università di Bologna, nel 1967 acquisisce l'azienda pellettiera Sir Robert e nel 1973 la parmigiana Granello. Nel 1977 conosce Miuccia Prada, commerciante, nel negozio in Galleria Vittorio Emanuele II a Milano, aperto dal nonno nel 1913 e la sposa nel 1987. Mentre la moglie gestisce il lato progettazione di beni di lusso e abbigliamento del gruppo Prada, Bertelli gestisce la parte commerciale come amministratore delegato. Nel 1986 apre il primo negozio Prada a New York e negli anni novanta acquisisce piccoli marchi. Dopo tre tentativi a Piazza Affari sempre sfumati poco prima del traguardo (nel 2001, nel 2002 e nel 2008) il 24 giugno 2011 riesce a far quotare il gruppo Prada alla Borsa di Hong Kong, forte ormai di quattro marchi come Prada, Miu Miu, Church's e Car Shoe: la valutazione del titolo è in breve tempo passata da circa 9 miliardi di euro a oltre 14 miliardi.
Velista professionista negli anni Settanta, è noto al grande pubblico per essere il patron di Luna Rossa, popolare imbarcazione degli anni Duemila che ha partecipato sei volte all'America's Cup, raggiungendo quattro finali di Louis Vuitton Cup, una vinta (2000), tre perse (2007, 2013, 2024), e una finale di Prada Cup vinta (2021). Dal 2012 il suo nome è iscritto nell'albo d'oro dell’America's Cup Hall of Fame.